# Geschützter Landschaftsbestandteil Heckenartiges Ufergehölz
Der Geschützte Landschaftsbestandteil Heckenartiges Ufergehölz mit 0,69 Hektar Flächengröße liegt nordöstlich von Arnsberg im Hochsauerlandkreis. Die Fläche wurde 1998 mit dem Landschaftsplan Arnsberg durch den Kreistag des Hochsauerlandkreises als Geschützter Landschaftsbestandteil (LB) mit Namen LB Hecke mit einer Flächengröße von 0,7 ha ausgewiesen. 2021 wurde der LB bei der Neuaufstellung des Landschaftsplans mit neuem Namen und verkleinert erneut ausgewiesen. Es geht westlich bis zu einer Brücke der Bundesautobahn 46.

## Beschreibung
Der Landschaftsplan führte 2021 zum LB aus: „An der Zuwegung von der L 735 nach Gut Wintrop zieht sich an einem rinnenartig eingetieften Gewässer eine artenreiche Gehölzstruktur streckenweise beidseitig entlang.“
Der Landschaftsplan führte 1998 zum Wert des LB aus: „Die Hecke hat lokale Bedeutung für Hecken- und Gebüschbrüter sowie zur Belebung des Landschaftsbildes.“

## Schutzgrund, Verbote und Gebote
Der Geschützte Landschaftsbestandteile haben laut Landschaftsplan eine besondere Funktion für die Gliederung und Belebung des Landschaftsbildes bzw. des umgebenden Offenlandes. Es kommt solchen Objekten in der Regel eine erhöhte Bedeutung als Bruthabitat für Hecken- und Gebüschbrüter zu. Laut Landschaftsplan sind Geschützte Landschaftsbestandteile im Plangebiet durch seinen eigenständigen Charakter deutlich von der sie umgebenden „normalen“ Wald- und Feld-Landschaft zu unterscheiden.
Wie bei allen LB ist es verboten diese zu beschädigen, auszureißen, auszugraben oder Teile davon abzutrennen oder auf andere Weise in seinem Wachstum oder Erscheinungsbild zu beeinträchtigen. Unberührt ist jedoch die ordnungsgemäße Pflege eines LB.
Das LB soll laut Landschaftsplan „durch geeignete Pflegemaßnahmen erhalten werden, solange der dafür erforderliche Aufwand in Abwägung mit ihrer jeweiligen Bedeutung für Natur und Landschaft gerechtfertigt ist.“